# Porfyrisk textur

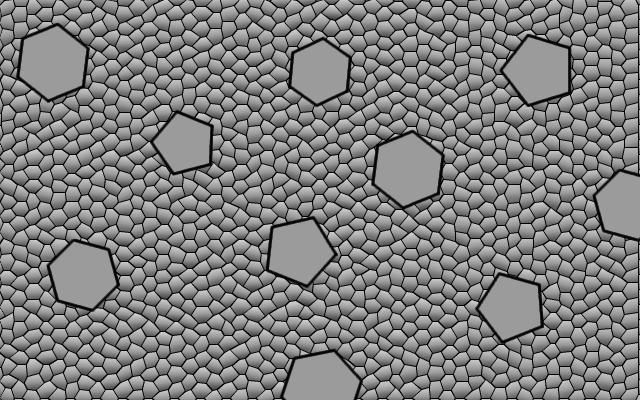
Illustration av porfyrisk textur

Bergarter med en porfyrisk textur benämnas ofta som porfyrer av geologer.Porfyrisk textur är en term som används för att beskriva en textur som kan uppstå hos bergarter där större kristaller av till exempel kvarts, fältspat eller hornblände ligger i en grundmassa (även kallad matrix) bestående av mindre korn.
En porfyrisk textur kan bildas då magma börjar kristallera och de större kristallerna kan växa utan hinder och bilda vad man kallar strökorn eller fenokrister. När magman senare utsätts för en snabb avkylning stelnar grundmassan  till en finkornig eller tät textur som till och med kan bli glasig.
Porfyrisk struktur uppkommer ofta i gångbergarter på grund av en temperaturförändring som sker så magman kommer närmare jordytan.